# North Cheriton
North Cheriton est une paroisse civile et un village du Somerset, en Angleterre.